# Fontaines-sur-Marne
Fontaines-sur-Marne ist eine französische Gemeinde mit 146 Einwohnern (Stand: 1. Januar 2022) im Département Haute-Marne in der Region Grand Est (vor 2016 Champagne-Ardenne). Sie gehört zum Arrondissement Saint-Dizier und ist Mitglied im Gemeindeverband Communauté d’agglomération du Grand Saint-Dizier, Der et Vallées. Die Bewohner werden Fontenois und Fontenoises genannt.

## Geographie
Fontaines-sur-Marne liegt etwa 15 Kilometer südöstlich des Stadtzentrums von Saint-Dizier am Ufer der Marne sowie am parallel verlaufenden Canal entre Champagne et Bourgogne. Umgeben wird Fontaines-sur-Marne von den Nachbargemeinden Narcy im Norden, Brauvilliers im Nordosten, Chevillon im Süden und Osten sowie Bayard-sur-Marne im Westen und Südwesten.

## Bevölkerungsentwicklung
| Jahr                       | 1962 | 1968 | 1975 | 1982 | 1990 | 1999 | 2006 | 2011 | 2018 |
| -------------------------- | ---- | ---- | ---- | ---- | ---- | ---- | ---- | ---- | ---- |
| Einwohner                  | 212  | 200  | 156  | 133  | 122  | 126  | 164  | 159  | 147  |
| Quellen: Cassini und INSEE |      |      |      |      |      |      |      |      |      |

## Sehenswürdigkeiten
- Menhir von La Haute-Borne, seit 1883 Monument historique
- Le Châtelet de Gourzon, vom Neolithikum bis zur Merowingerzeit genutzter Siedlungsplatz, weitgehend auf dem Gemeindegebiet von Bayard-sur-Marne
- Kirche Saint-Louvent